# 海部刀
海部刀（かいふとう）は、徳島県海部郡海陽町で作られている日本刀。

## 概要
阿波国の海部地域で「海部氏」の生産奨励によって鎌倉時代から幕末まで盛んにつくられた刀で、江戸時代には蜂須賀家のお抱え鍛冶として徳島城下で鍛刀していた。
美術刀としても知られており、「片切刃造り」と「のこぎり刃造り」が特徴である。中世の昔から海部川流域で発生した海部刀工が創作した美術刀剣である。

## 歴史
海部城主によって作られた海部刀も現存する。戦国時代に長宗我部元親の侵攻により海部城が落ちてからは衰退した。だが、1614年（慶長19年）の大阪冬の陣で、蜂須賀至鎮臣下が海部刀を使い活躍して徳川家康と徳川秀忠より感状（感謝状）を下賜されたこともあり、江戸時代は徳島藩主蜂須賀氏に保護され、刀工・氏吉一族は徳島城下に移って幕末まで鍛刀した。
著名なものは三好長慶所持の「刀 阿州氏吉作（名物 岩切海部）」。